# Gudmund Björck
Rudolf Gudmund Björck, född 1 augusti 1905 i Ytterhogdal, död  1 juni 1955 i Uppsala, var en svensk språkforskare. Han var son till Erland Björck och filosofie licentiat  Maj Lagerheim samt bror till Staffan Björck. 
Gudmund Björck promoverades till filosofie doktor i Uppsala 1934. Han var docent i grekiska språket 1933–1945 och därefter professor i samma ämne. Han utgav bland annat Zum Corpus hippiatricurum graecorum (1932), Die periphrastischen Konstruktionen im Griechischen (1940), Apsyrtus (1944) samt smärre undersökningar rörande grekisk litteratur och religionshistoria. Björck invaldes som ledamot av Humanistiska Vetenskapssamfundet i Uppsala 1944 och av Vitterhetsakademien 1952. Han är begravd på Uppsala gamla kyrkogård.